# Playaspalangia
Playaspalangia is een geslacht van vliesvleugeligen uit de familie Pteromalidae. De wetenschappelijke naam van dit geslacht is voor het eerst geldig gepubliceerd in 1976 door Yoshimoto.

## Soorten
Het geslacht Playaspalangia is monotypisch en omvat slechts de volgende soort:
- Playaspalangia rothi Yoshimoto, 1976